# La Ferté-sur-Chiers
 La Ferté-sur-Chiers  es una población y comuna francesa, en la región de Champaña-Ardenas, departamento de Ardenas, en el distrito de Sedan y cantón de Carignan.

## Historia
Parte del Ducado de Luxemburgo, se incluyó en los Países Bajos Españoles en 1555. Ocupada por Francia (1594-1595) y el 3 de agosto de 1637, siendo arrasada. En 1659 con el Tratado de los Pirineos, pasó a manos francesas.

## Demografía
| 313 | 268 | 252 | 245 | 202 | 224 |
| Para los censos de 1962 a 1999 la población legal corresponde a la población sin duplicidades (Fuente: INSEE [Consultar]) |     |     |     |     |     |